# Pornóapáti
Pornóapáti es un pueblo ubicado en el distrito de Szombathely, condado de Vas, Hungría.

## Superficie
Posee una superficie de 15,14 kilómetros cuadrados.

## Demografía
Hasta 2022 la población era de 353 habitantes, con una densidad de población de 23,32 habitantes por kilómetro cuadrado.